# Королёв (фильм)
«Королёв» — российский драматико-биографический фильм 2007 года Юрия Кары о Сергее Павловиче Королёве. Мировая премьера состоялась 25 апреля 2009 года. В 2015 году вышло продолжение — «Главный».

## Сюжет
Фильм рассказывает о трагическом периоде в жизни родоначальника практического освоения космоса — Сергея Павловича Королёва. В середине 1930-х годов его обвиняют в растрате средств на ракетостроение, вредительстве, репрессируют и после жестоких пыток и формального суда, который длился чуть больше 20 секунд, отправляют на каторгу в Магадан. Не соглашаясь с несправедливым приговором, за жизнь Королёва борются его жена и мать. Они добиваются пересмотра дела. Королёва, который в условиях каторги выживает благодаря поддержке других заключённых, вызывают из лагеря в Москву. По счастливой случайности Королёв опаздывает на последний в навигации теплоход, который гибнет вместе со всем экипажем и пассажирами. Лишь ещё через год, перебиваясь в Находке случайными заработками, болея цингой, Королёв наконец получает возможность вернуться в столицу.

## В ролях
- Сергей Астахов — Сергей Королёв
- Наталья Фатеева — Мария Николаевна, мать Сергея Королёва
- Виктория Толстоганова — Ксения Максимилиановна Винцентини, жена Королёва
- Сергей Юрский — Константин Циолковский
- Александр Голобородько — Баланин
- Роман Индык — Фридрих Цандер
- Денис Яковлев — Михаил Тихонравов
- Сергей Ларин — Юрий Победоносцев
- Александр Бобровский — Михаил Тухачевский
- Игорь Новоселов — следователь Быков
- Олег Корытин
- Илья Оболонков — следователь Шестаков
- Роман Мадянов — Иван Клеймёнов, начальник РНИИ
- Валентин Голубенко — бригадир
- Игорь Лагутин — лётчик Громов
- Игорь Фурманюк — начальник лагеря
- Раиса Рязанова — медсестра
- Александр Семчев — Василий Ульрих, председатель ВКВС
- Даниил Спиваковский — физик Михаил Мачинский
- Владимир Горянский — Андрей Костиков
- Андрей Межулис — Шимелиович, главврач
- Виллор Кузнецов — старик
- Сергей Силкин — комбриг
- Борис Григорьев — профессор
- Ирина Чериченко — Гризодубова
- Людмила Шергина — мать Гризодубовой
- Олег Комаров — сосед
- Наталья Позднякова — соседка
- Нина Корниенко — Лебедева
- Рафаэль Исхаков — Василий
- Кирилл Парфёнов — следователь
- Иннокентий Тарабара — охранник
- Роман Пахомов — адъютант
- Александр Лучинин — военный на балу
- Постановщики трюков — Олег Корытин, Игорь Новоселов.

## Премьера фильма
Первая премьера фильма состоялась 12 апреля 2007 года, в День космонавтики, в Московском кинотеатре «Художественный». 11 октября 2007 года фильм вышел в прокат.